# ماسارو کانبه
ماسارو کانبه (انگلیسی: Masaru Kanbe؛ زادهٔ ۳۰ اکتبر ۱۹۳۸) بازیکن هاکی روی چمن اهل ژاپن بود.